# 莅戸善政
莅戸 善政（のぞき よしまさ）は、江戸時代中期の米沢藩上杉家の家臣。善政は諱。通称は九郎兵衛、隠居再勤後は六郎兵衛を通称とした。家格は馬廻組から一代侍組に班を進める。石高は初め180石であったが、段々と加増されて奉行職就任により1000石。
財政に明るかったため、竹俣当綱らと共に上杉鷹山に抜擢され、藩政改革に活躍したが、鷹山の財政改革が失敗したため失脚して隠居した。後に鷹山の要請により復帰し、寛政期の改革を主導した。また、中級武士である馬廻組から初めて米沢藩の奉行（他藩の国家老相当）に就任した人物でもある。

## 経歴
父は病弱で不家督のまま、善政より先に元文5年（1740年）に死去。寛延4年（1751年）に祖父の莅戸政共より家督相続し、仲之間詰、平番総筆頭となり、180石を与えられる。
宝暦9年（1759年）に上杉重定の侍医に藁科松伯がなったが、その門弟となり、同じく門弟である竹俣当綱の知遇を得る。藁科や竹俣が主張する藩政を牛耳る森利真（平右衛門）打倒に賛同し、血判書に署名する。
明和4年（1767年）に小姓になり、明和6年（1769年）には町奉行になり、明和末年には義倉設置を起案する。
安永元年（1772年）に小姓頭に就任し、竹俣と治憲をつなぐパイプ役として活躍。このため、翌年の七家騒動では須田満主や芋川延親らにより竹俣派として免職を要求された一人となる。このため、治憲による審理中は出勤停止となる。
安永4年（1775年）に興譲館惣監を兼務。しかし、天明2年（1782年）に竹俣が不行跡故に隠居および蟄居命じられた翌年の天明3年（1783年）に本人に失態はなかったものの、小姓頭を辞職の上、隠居する。しかしすでに莅戸の名声は江戸まで伝わり、天明7年（1787年）に実父秋月種美の看病で江戸にいた治憲に対し、江戸幕府将軍徳川家斉から、在職中の莅戸について賞され、羽織3領拝受されるほどであった。
竹俣らの後に藩政を主導した志賀祐親の財政再建失敗や士風退廃などにより、藩士より上程された多くの意見書や中条至資の推挙により、隠居の身でありながら寛政3年（1791年）に再勤の上、復活した中老職に任じられる。善政は改革政策の大綱である「総緋」を発表し、郷村頭取と勝手方掛を兼務し500石となり、丸山蔚明（平六）や神保綱忠（容助）、黒井忠寄（半四郎）らと、後世に寛三の改革と呼ばれた改革に着手する。
さらに寛政10年（1798年）には、これまで基本的に上士階級である侍組しかなれず、ほとんど侍組でも上級の家格である分領家が就任していた奉行に就任し、石高1000石となる。これにより名実ともに藩政改革を主導することになるが、一方で神保綱忠とは対立を深め、自らの死後の神保の台頭を防ぐため、後嗣の政以を自らの補佐も兼ね中老職に任じた。
寛政12年（1800年）には、飢饉救済の手引書として「かてもの」を執筆した。
長泉寺に埋葬された。明治41年（1908年）9月に正五位を追贈され、米沢松岬神社に合祀された。

## 人物・交流
- 高山彦九郎と面識があった[3]。
- 当初は一般の米沢藩士同様、貧乏で「米櫃を 莅戸（のぞき）て見れば米はなし あすから何を 九郎兵衛（くろうべえ）哉」という狂歌まである。
- 町奉行時代には町人の贅沢を制するために、同職の長井藤十郎とともに自ら質素倹約の模範となったが、このため「焼味噌九郎兵衛」とあだ名がつけられた。ちなみに長井には「干菜（ほしな）藤十郎」とのあだ名がつけられた。
- 七家騒動の際は処分を覚悟して、子の政以に遺書を書いたが処分されなかったので、結局「遺書」にはならなかった。
- その死に際して、病状が悪化し危篤となった時、治憲が自ら微行して枕頭を見舞った。

## 関係書物
- 杉原謙「莅戸太華翁」刊行会（明治31年刊行）